# Nungara
Genre
Nungara est un genre d'araignées aranéomorphes de la famille des Sparassidae.

## Distribution
Les espèces de ce genre se rencontrent au Brésil, en Guyane et en Équateur.

## Liste des espèces
Selon World Spider Catalog (version 21.5, 02/11/2020) :
- Nungara anama Pinto & Rheims, 2016
- Nungara cayana (Taczanowski, 1872)
- Nungara gaturama Pinto & Rheims, 2016
- Nungara niveomaculata (Mello-Leitão, 1941)

## Publication originale
- Pinto & Rheims, 2016 : A new genus of Neotropical spiders of the family Sparassidae (Arachnida: Araneae). Zoologia (Curitiba), vol. 33, no 6, p. e20160160 1-15 (texte intégral).